# Ubocze (Neder-Silezië)
Ubocze (Duits: Schosdorf) is een dorp in het Poolse woiwodschap Neder-Silezië. 

## Geschiedenis
Na de Tweede Wereldoorlog werd het gebied onder Pools bestuur geplaatst en etnisch gezuiverd volgens de naoorlogse Conferentie van Potsdam. De Duitse bevolking werd verdreven en vervangen door Polen.
vanaf 1945 tot aan 1975 was Ubocze een zelfstandige gemeente, in de periode van 1975 tot aan de grote bestuurlijke herindeling van Polen in 1998 viel het dorp bestuurlijk onder woiwodschap Jelenia Góra, vanaf 1998 valt het onder woiwodschap Neder-Silezië, district Lwówecki, en maakt het deel uit van de gemeente Gryfów Śląski Ubocze ligt op 4 km ten noorden van Gryfów Śląski, 14 km ten zuidwesten van Lwówek Śląski, en 114 km ten westen van de provinciehoofdstad (woiwodschap) Wrocław.

## Demografie
Voor het uitbreken van de Eerste Wereldoorlog had Schosdorf 2497 bewoners.  Volgens de volkstelling van 2011 in Ubocze waren dat nog slechts 1265 personen ondanks deze grote vermindering is Ubocze het grootste dorp van de gemeente Gryfów Śląski.

## Monumenten

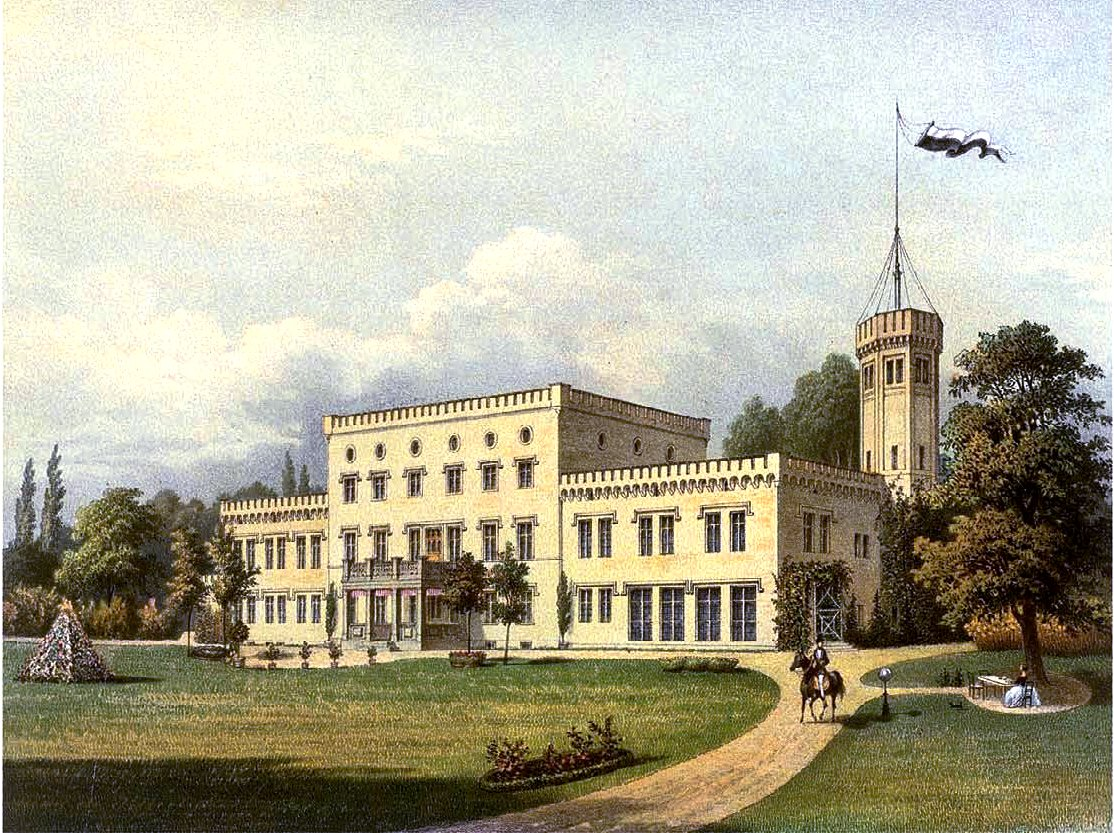
Schloss Schosdorf by Alexander Duncker

- Kerk van de Heilige Maagd Maria, uit de vijftiende tot de negentiende eeuw.
- Begraafplaats, een voormalige protestants kerkhof
- Muur met een poort, uit de zestiende eeuw.

## Verkeer en vervoer
- Station Ubocze